# منذر بن نعمان
منذر بن نعمان هفتمین پادشاه لخمیان (حکومت: ۴۱۸–۴۶۱ میلادی) بود. نام مادرش هند بنت زید-منات بن زیدالله الغسانی و پدرش النعمان یکم بود.
یزدگرد یکم رابطه محکمی با پدرش داشت و پسر خردسالش، بهرام گور را نزد او فرستاده بود تا در دربار او تحصیل کند و پرورش یابد. بعد از مرگ یزدگرد، اشرافزادگان ایرانی سعی کردند تا بهرام را از تخت پادشاهی محروم سازند؛ بنابراین، نعمان پسرش منذر را به همراه یک تیپ نظامی به تیسفون فرستاد و شخصاً خودش به همراه تیپ ۲۰ هزار نفری، بهرام را به تیسفون همراه کرد. در تیسفون، اشرافزادگان بعد از مذاکره، بهرام را به عنوان پادشاه جدیدشان پذیرفتند. پس از شکنجه و آزار مسیحیان در دوره بهرام پنجم و همچنین برگشتن منذر از مسیحیت به آئین شرک، پادشاه بیزانسی‌ها خشمگین گشتند و به سمت امپراتوری ساسانی، یورش بردند. آنها نصیبین را محاصره کردند، از اینرو، بهرام به همراه منذر به سمت رومی‌ها رفتند تا محاصره را بشکنند. سپس منذر به سمت سرزمین بیزانس یورش برد و تا آنتیوخ پیش رفت. حمله ناکام دیگری توسط منذر در سال بعد شکل گرفت. هنگام گذر لشکر منذر از رودخانه فرات، بسیاری از افراد او در رودخانه غرق شدند. منابع سریانی تعداد سربازان غرق‌گشته را ۷۰ هزار نفر گزارش کردند، در حالی که سوکراتس تعدادشان را ۱۰۰ هزار نفر ثبت کرد. جنگ بین ایران و بیزانس در سال ۴۲۲ به همراه امضای قرارداد صلح، به پایان رسید. در ۴۵۷، نیروهای لخمیان به بث حور، نزدیک حران در قلمرو بیزانس حمله کردند و ساکنانش را به اسارت درآوردند.
پس از منذر، پسر او الاسود بن المنذر (حکومت: ۴۶۲–۴۹۰ میلادی) جانشین او گشت.